# Allerheiligenkapelle (Frankfurt am Main)

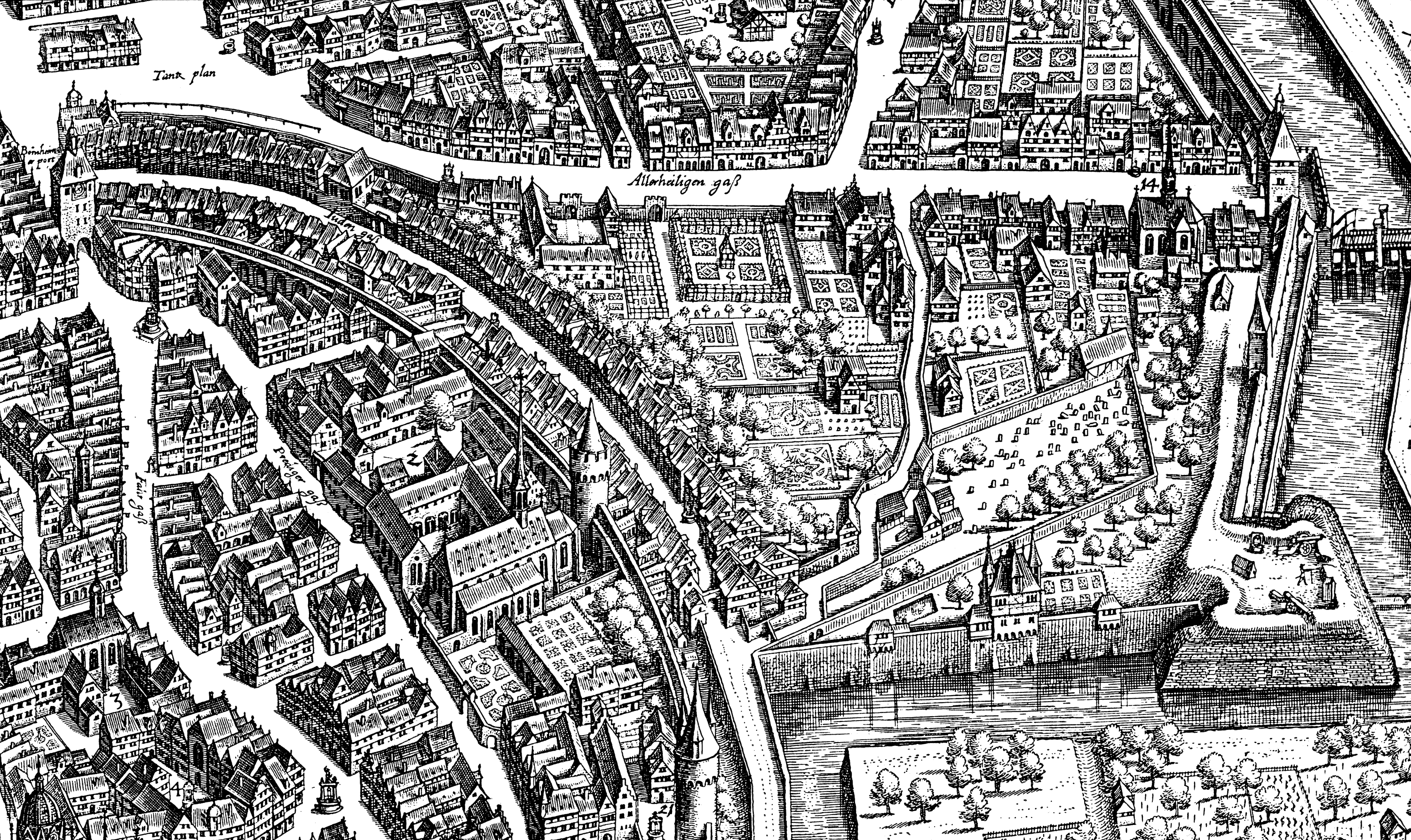
Die Allerheiligenkapelle auf dem Merianplan von 1628

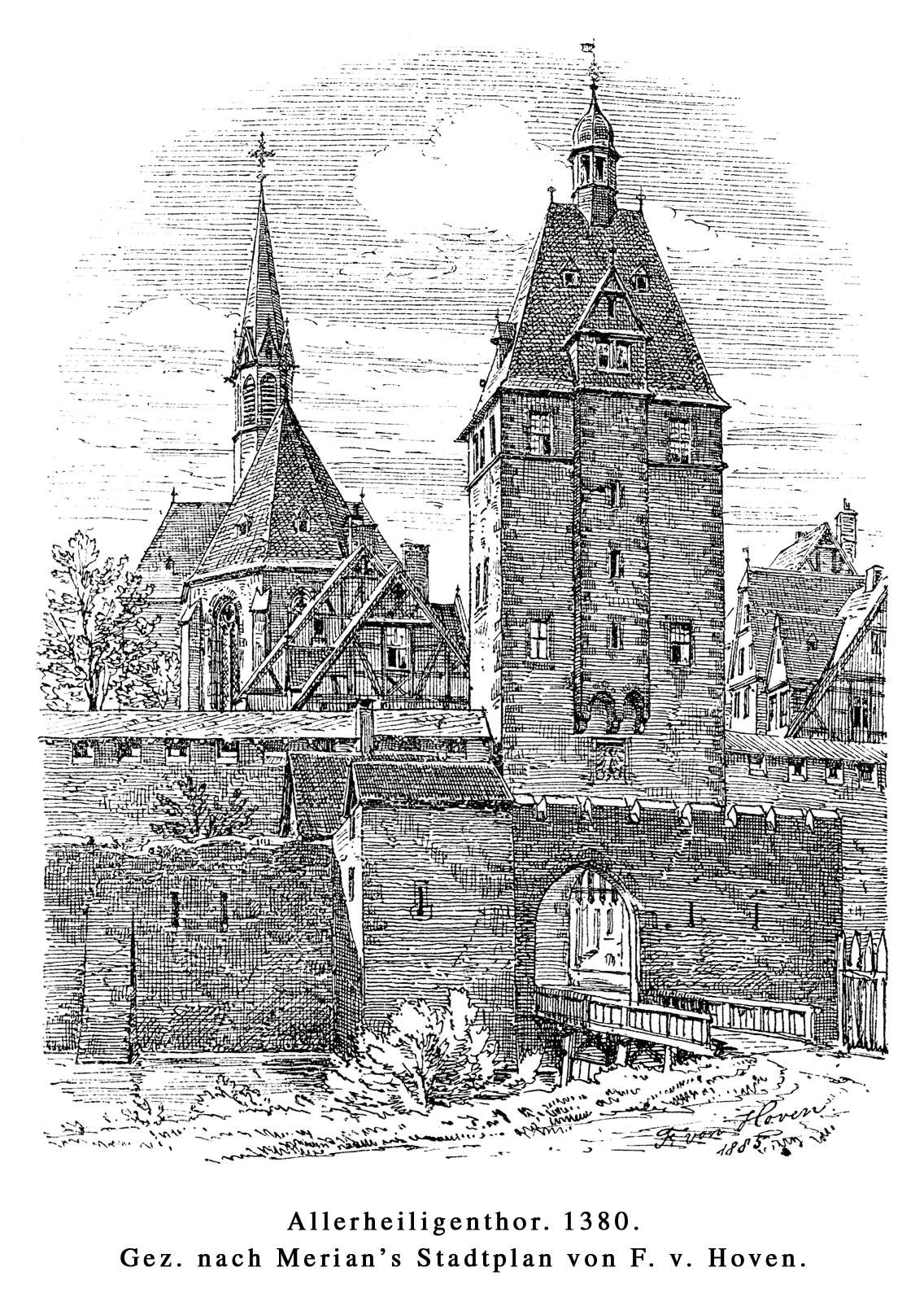
Das Allerheiligentor mit der Allerheiligenkapelle

Die Allerheiligenkapelle war eine 1366 gestiftete gotische Kapelle in der östlichen Neustadt von Frankfurt am Main. Sie lag in der Nähe des Rieder Tores der Frankfurter Stadtbefestigung, das später nach der Kapelle den Namen Allerheiligentor erhielt. An die 1730 abgerissene Kapelle erinnern heute noch das Allerheiligentor und die ebenfalls nach ihr benannte Allerheiligengasse.
1922 wurde im östlich des Allerheiligentores gelegenen Ostend eine neue katholische Gemeinde gegründet, die Allerheiligengemeinde. 1953 erhielt die Gemeinde eine eigene Kirche am Frankfurter Zoo, die den Namen Allerheiligenkirche bekam.

## Geschichte
1366 stiftete der Frankfurter Patrizier Jakob Neuhauß mit Zustimmung des Bartholomäusstiftes eine kleine Kapelle. Es war das erste Gotteshaus in diesem Stadtteil, der sich nach der 1333 von Kaiser Ludwig dem Bayern genehmigten Zweiten Stadterweiterung zu einem Wohnviertel für kleine Handwerker entwickelt hatte. Der Stifter war drei Jahre zuvor nach dem Tod seiner Frau in reifem Alter in den geistlichen Stand eingetreten.
Neuhauß erhielt auf seine Bitte hin am 12. September 1366 vom Bartholomäusstift das auf seine Erben übertragbare Privileg, die Geistlichen an der Kapelle zu ernennen. Erst nach 12 aufeinander folgenden Ernennungen sollte dieses Recht an das Stift zurückfallen. 1367 weihte der Erzbischof von Mainz Gerlach von Nassau die Kapelle. Neuhauß starb am Allerheiligentag 1369 und wurde in seiner Kapelle beigesetzt. Das heute nicht mehr erhaltene Epitaph beschrieb der Frankfurter Chronist Achilles Augustus von Lersner im frühen 18. Jahrhundert: „Er selbst stehet in Stein gehauen, die Form der Kirchen in der Lincken und einen Kelch in der rechten Hand haltend, mit Umbschrifft: Anno Domini MCCCLXIX in die omnium Sct. † Dns. Johannes dictus zum Neuenhauß, fundator hujus Ecclesiae c. a. r. i. p.“
1380 verlieh der Kardinallegat Pius der Kapelle das Privileg, dass in ihr auch für den Fall eines über die Stadt verhängten päpstlichen Interdikts Gottesdienst gehalten werden durfte, sofern dabei die Türen geschlossen blieben. Es ist heute nicht mehr feststellbar, welche Verbindungen der Familie Neuhauß erlaubten, ein so ungewöhnliches Privileg für so eine kleine Kapelle zu erwirken.
1392 wurde die Kapelle ausgebaut und ein zweiter Altar zu Ehren des Heiligen Wendelin im Inneren aufgestellt. Dieser war Schutzpatron der Hirten, Landleute, Bauern, Tagelöhner und Landarbeiter. Es lassen sich daraus also gewisse Rückschlüsse auf die Bevölkerung in der damals noch sehr locker bebauten Neustadt ziehen, in der vor allem landwirtschaftlich gearbeitet wurde. Die häufigsten Berufe waren Gärtner und Weinbauer. 1398 wurde allen, die zum Unterhalt der Kirche, ihrer Altäre und des damit verbundenen Hospizes beisteuern, ein Ablass zugesichert.
Dem Wunsch des Ahnherrn entsprechend sorgten auch die nachfolgenden Generationen der Familie Neuhaus für die Familienkapelle, die geistlichen Mitglieder der Familie als Priester, die weltlichen als Pfleger oder gar als Baumeister. Erst nachdem die in der nördlichen Neustadt gelegene Peterskirche 1452 zur Pfarrkirche erhoben worden war, verlor die Allerheiligenkapelle an Bedeutung. Dabei hatte noch im selben Jahr der reiche Kaufmann Konrad Neuhaus zwei Altäre gestiftet, der eine war den Heiligen Johannes und Jakobus, der andere den Heiligen Barbara und Katharina gewidmet. Das Gebäude blieb fortan im Wesentlichen Privatkapelle der Familie Neuhauß. Am 7. August 1520 wurde Georg Neuhauß als letzter nach altem katholischem Ritus in der Kapelle bestattet. Bald danach nahmen die meisten Familienglieder das protestantische Bekenntnis an, welches 1533 in der ganzen Stadt eingeführt wurde. Infolgedessen entfernten sie auch alle an den Katholizismus erinnernden Bilder und Gegenstände. Danach diente die Kapelle vermutlich nur noch sporadisch geistlichen Zwecken, so etwa zwischen 1555 und 1559, als sie geflüchteten englischen Protestanten vorübergehend als Gottesdienstraum zur Verfügung gestellt wurde.
Die Familie Neuhauß verlor schließlich das Interesse an der Kapelle und ließ sie, sehr zum Missfallen des Rates, immer mehr verfallen. Zuletzt gab der mit einer Neuhaus verheiratete Patrizier Nicolaus Greiff den Auftrag, das Gotteshaus 1589 auf eigene Rechnung gründlich instand zu setzen, nachdem es während der Belagerung von 1552 stark gelitten hatte. Dies wurde mit nachfolgender Inschrift an der Außenmauer der Kirche dokumentiert: Muros hos partim obsidionis | tempore demolitos, partim | vetustate consumptos | Nicolaus Greiff restau- | ravit. Anno MDLXXXIX.

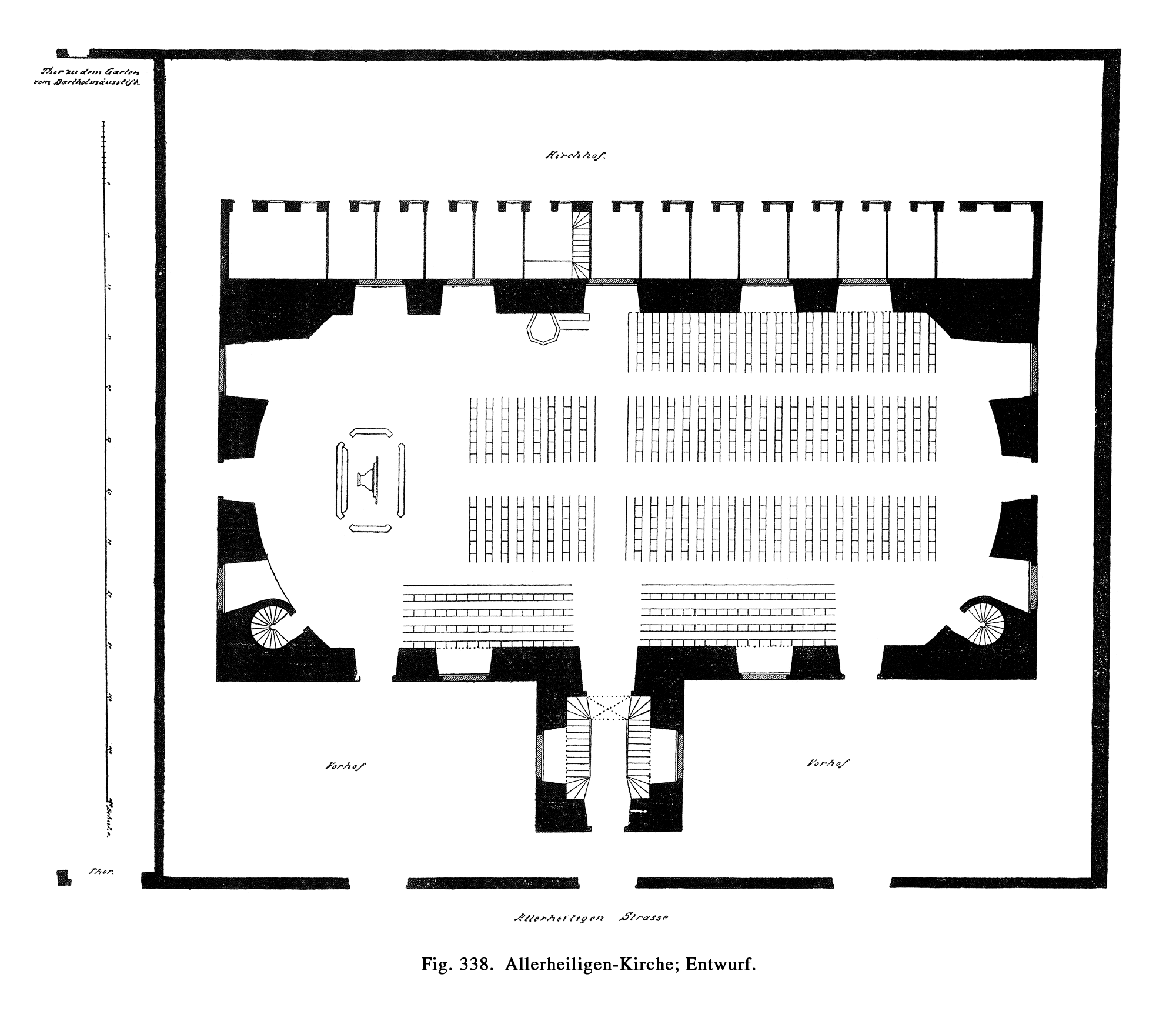
Entwurf des nie ausgeführten Neubaus, um 1730

Während des Fettmilch-Aufstandes 1612 wurde erstmals öffentlich zwischen Vertretern der Bürgerschaft und dem Rat über das Problem diskutiert, 1674 und 1690 beantragte das zugehörige, um den baulichen Zustand besorgte Quartier B die Renovierung. 1708 intervenierte der Rat schließlich und forderte den Herren von Fischbach, der die letzte Neuhauß geheiratet hatte, zur Wiederherstellung der Kirche auf, ansonsten werde er sie samt den zugehörigen Pfründen konfiszieren. Fischbach entzog sich geschickt dieser Forderung, indem er drohte, die Kirche den Preußen oder gar den katholischen Österreichern zu schenken – eine für den Rat inakzeptable Vorstellung. Erst 1721, nach Fischbachs Tod, kam es zum Vergleich mit seinen Erben. Die Kirche ging in den Besitz der Stadt über, welche sich im Gegenzug verpflichtete, sie zu renovieren und wieder für den protestantischen Gottesdienst in Betrieb zu nehmen.
Dieses Vorhaben ging der Rat jedoch erst 1728 an, man ließ die baufällige Kapelle und den umgebenden Platz aufräumen und einen Riss des geplanten Neubaus anfertigen. 1730 erfolgte der Abriss, die Steine wurden auf dem schon lange nicht mehr genutzten Kirchhof aufgeschichtet. Nach weiteren zehn Jahren beschloss der Rat auf Antrag des evangelisch-lutherischen Consistoriums, das einen Neubau für notwendig erachtete, den Wiederaufbau. Er sollte über eine Kollekte finanziert werden. Obwohl diese bereits den Kapitalstock von 2700 Gulden ergeben und Justina Catharina Steffan von Cronstetten weitere 1500 Gulden zugesichert hatte, kam der Neubau letztlich nie zustande. Erhalten gebliebene Pläne von 1738 zeigen eine kleine barocke Saalkirche mit einem Turm in der Mitte. 1751 wurde das Geld der Kollekte von der Stadt vereinnahmt, die Zinsen zum Unterricht der Unwissenden im Christenthum verwendet. Letztlich blieb die Katharinenkirche von 1681 der einzige barocke Neubau einer evangelischen Kirche in Frankfurt.